# Grunnet
Grunnet ist eine unbewohnte Insel von etwa 5,2 Hektar südöstlich von Slite, im Nordosten der größten schwedischen Insel Gotland, etwas östlich von Enholmen. Auf Grunnet steht der 10,4 m hohe Leuchtturm Aurgrund Fyr.

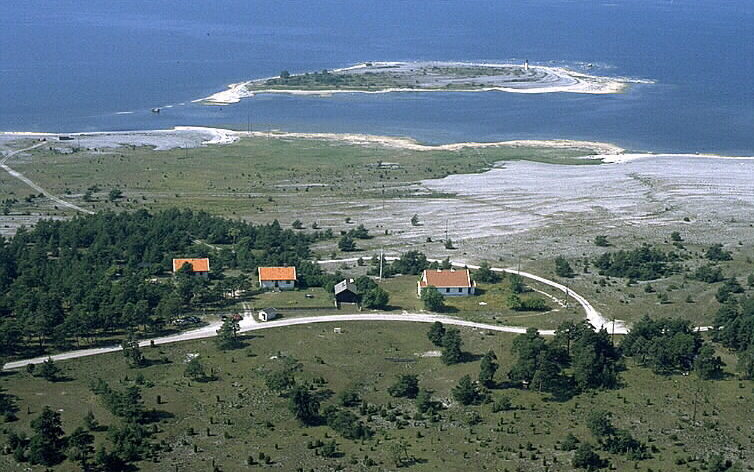
Grunnet

Die Insel war bis zum Ende der 1990er Jahre Teil eines militärischen Sperrgebiets, heute besteht jedoch kein Landgangverbot mehr.
Grunnet bildet zusammen mit Asunden und Majgu ein marines Naturreservat, genannt Slite skärgård.